# رونالد لودر
رونالد ستيفن لودر (بالإنجليزية: Ronald Lauder) (26 فبراير 1944) هو رجل أعمال أمريكي، ورئيس متحف الفن الحديث في نيويورك، ومنذ عام 2007 رئيس المؤتمر اليهودي العالمي.

## حياته
رونالد لورد هو من عائلة تجارية، وهو الابن الثاني لجوزيف لودر وإيستي لودر. درس في مدرسة وارتون بجامعة بنسلفانيا، ثم غادر بعدها الولايات المتحدة لمواصلة الدراسة في جامعات باريس في فرنسا، وبروكسل في بلجيكا. بعد انتهاء دراسته أصبح مسؤولا على إدارة أعمال شركة العائلة. تقدر ثروته حوالي 2,7 مليار دولار أمريكي، وصنفته مجلة فوربس الأمريكية في المرتبة 224 لقائمة أغنياء العالم. على الصعيد السياسي فإن لورد مع الحزب الجمهوري الأمريكي ومن المقربين لحزب الليكود الإسرائيلي. في عام 1986 أصبح سفيرا لأمريكيا في النمسا بطلب من الرئيس الراحل رونالد ريغان. أسس عام 1987 مؤسسة رونالد ستيفن لودر التي تمول التعليم اليهودي حالياً في 16 دولة. كما تمول أيضاً منذ عام 1998 مكتب رابطة مكافحة التشهير في أوروبا الذي يقع مقره في فيينا، النمسا. كما أنها تساعد مدرسة يهودية في كولونيا بألمانيا. أسس عام 1994 مركز شركة الإعلام الأوروبية.

## الجوائز والشهادات الفخرية
- جائزة فالنبرغ راؤول في برلين، لإسهامه في إحياء الحياة اليهودية في أوروبا الوسطى والشرقية.
- ميدالية الخدمة من الرئيس ألكسندر كواسنيفسكي لجهوده في إعادة بناء البلديات اليهودية في بولونيا.
- الوسام الذهبي الكبير للخدمات لجمهورية النمسا من طرف الرئيس الاتحادي توماس كليستل.

## وصلات خارجية
- رونالد لودر على موقع IMDb (الإنجليزية)
- رونالد لودر على موقع مونزينجر (الألمانية)
- رونالد لودر على موقع إن إن دي بي (الإنجليزية)

- سيرة رونالد لودر.
- موقع مؤسسة رونالد لودر بالإنجليزية.
- موقع مؤسسة رونالد لودر بالألمانية.